# Hussam Alangari
El Dr. Hussam Abdulmohsen Alangari fue nombrado presidente del Tribunal General de Cuentas (TGC) por Real Decreto en mayo de 2016.

## Liderazgo transformador en el Tribunal General de Cuentas (TGC)
Desde que asumió su cargo, el Dr. Alangari ha dirigido una reestructuración transformadora del Tribunal General de Cuentas con el objetivo de reforzar su independencia, desarrollar su capacidad profesional y mejorar sus capacidades. Esta iniciativa dio lugar a la promulgación de un real decreto que cambió su nombre de “Oficina General de Auditoría” al de “Tribunal General de Cuentas” (TGC) y modificó varios artículos de sus estatutos. Dichas modificaciones elevaron la estructura de rendición de cuentas del TGC al Rey y le otorgaron personalidad jurídica, junto con independencia financiera y administrativa. Posteriormente, se adoptó una estructura organizativa revisada y se actualizaron los reglamentos financieros y administrativos.
El Dr. Alangari también ha dirigido la transición de las auditorías del sector público tras el proyecto de transformación nacional de la contabilidad de caja a la contabilidad de devengo, incluida la auditoría de los primeros estados financieros consolidados del Reino. Bajo su dirección, se desarrollaron metodologías de auditoría exhaustivas de conformidad con las Normas internacionales de las entidades fiscalizadoras superiores (ISSAI, por sus siglas en inglés) y las mejores prácticas. La implementación de estas metodologías se vio facilitada por una avanzada plataforma electrónica de auditoría (Shamel).
La plataforma de auditoría Shamel se introdujo durante la dirección del Dr. Alangari, y posteriormente se actualizó a Shamel 2.0, como parte de la transformación digital del TGC. Shamel incorpora técnicas de auditoría basadas en IA y herramientas de análisis de datos y se integra con varias plataformas gubernamentales, lo que proporciona datos en tiempo real y agiliza la comunicación entre el TGC y sus auditados.
El Dr. Alangari también ha dado prioridad al capital humano y ha creado el Centro de Excelencia y Motivación Humana (HEMH, por sus siglas en inglés), cuyo objetivo es mejorar el rendimiento del personal mediante evaluaciones objetivas y tecnológicas y programas de desarrollo.
Las iniciativas emprendidas por el Dr. Alangari están destinadas a mejorar en gran medida la supervisión financiera en el Reino, promoviendo así la rendición de cuentas y la transparencia, en consonancia con la Visión Saudí 2030.

## Contribuciones regionales e internacionales
A nivel internacional, el Dr. Alangari ha sido un firme defensor de la independencia de las Entidades Fiscalizadoras Superiores (EFS), al promover activamente las mejores prácticas en materia de auditoría, gobernanza y rendición de cuentas del sector público. Desempeña importantes funciones en la Organización Internacional de Entidades Fiscalizadoras Superiores (INTOSAI), entre ellas la de segundo vicepresidente, presidente del Comité de Política, Finanzas y Administración (PFAC) y copresidente del Comité Directivo de Donantes de la INTOSAI (IDSC). También es miembro del Consejo de la Iniciativa para el Desarrollo de (IDI) del INTOSAI, presidente de la Organización Árabe de Entidades Fiscalizadoras Superiores (ARABOSAI) y miembro del Consejo Directivo de la Organización Asiática de Entidades Fiscalizadoras Superiores (ASOSAI). Además, el Dr. Alangari es miembro de la Junta Directiva Mundial del Instituto de Auditores Internos (IIA, por sus siglas en inglés). En el ámbito nacional, es presidente del Consejo de Administración del Instituto Saudí de Auditores Internos y presidente de la Confederación Árabe de Institutos de Auditores Internos.
Sus contribuciones han hecho avanzar la autonomía y la eficacia de las EFS, especialmente en los países en desarrollo, donde ha proporcionado apoyo institucional y recursos para la creación de capacidades a través de iniciativas alineadas con el Programa de las Naciones Unidas para el Desarrollo. Estos esfuerzos han reforzado el papel de las EFS en el seguimiento de los Objetivos de Desarrollo Sostenible (ODS), estableciendo nuevos puntos de referencia para la transparencia y la eficacia a nivel mundial.

## Experiencia profesional
El Dr. Alangari se doctoró en Contabilidad y Gestión Financiera por la Universidad de Essex (Reino Unido) en el año 2000. Posteriormente, basándose en su amplio historial de investigación, fue ascendido a profesor titular en la Universidad Rey Abdulaziz de Arabia Saudí en 2008. Durante este periodo, ejerció como profesor y académico, así como decano de la Facultad de Economía y Administración y de la Facultad de Derecho. Además, fue nombrado presidente y miembro de varios consejos y comités de los sectores público y privado, así como de organismos profesionales locales y regionales.
Tras su carrera académica, el Dr. Alangari fue nombrado por real decreto miembro del Consejo de la Shura (el Parlamento saudí) por un mandato de cuatro años, de 2013 a 2016. Durante este tiempo, fue elegido vicepresidente del Comité Financiero durante los dos primeros años y, posteriormente, presidente durante el tercer y cuarto año. Presentó cinco propuestas de nuevas leyes y modificaciones a leyes existentes basadas en el artículo 23 de la Ley del Consejo de la Shura, todas las cuales fueron aceptadas para su estudio por el Consejo.